# Allan Arbus
Allan Franklin Arbus (New York, 15 febbraio 1918 – Los Angeles, 19 aprile 2013) è stato un fotografo e attore statunitense.

## Biografia
Il suo ruolo più noto è probabilmente quello del Dottor Sidney Freedman nella serie televisiva M*A*S*H, ruolo interpretato tra il 1973 e il 1983; altri suoi ruoli degni di nota furono quelli nei film, diretti da Robert Downey Sr., Putney Swope (1969) e Greaser's Palace (1972) e quello di Boris Elliott nella serie TV I magnifici sei. Complessivamente - tra cinema e televisione partecipò ad oltre una settantina di produzioni, tra l'inizio degli anni sessanta e la fine degli anni novanta, apparendo come guest-star in varie serie televisive.
Fu il marito della fotografa Diane Nemerov-Arbus e dell'attrice Mariclare Costello ed era il padre della direttrice artistica Doon Arbus. Con la prima moglie, intraprese - tra la metà degli anni quaranta e la metà degli anni cinquanta - l'attività di fotografo per campagne pubblicitarie anche di livello nazionale, per riviste quali Glamour, Harper's Bazaar, Seventeen, Vogue, ecc.

## Filmografia parziale

### Cinema
- Balliamo insieme il twist (Hey, Let's Twist!), regia di Greg Garrison (1961) - non accreditato
- Putney Swope, regia di Robert Downey Sr. (1969)
- Per 100 chili di droga (Cisco Pike), regia di Bill L. Norton (1972)
- Greaser's Palace, regia di Robert Downey Sr. (1972)
- Coffy, regia di Jack Starrett (1973)
- Un grande amore da 50 dollari (Cinderella Liberty), regia di Mark Rydell (1973)
- La maledizione di Damien (Damien: Omen II) , regia di Don Taylor (1978)
- Il cavaliere elettrico (The Electric Horseman), regia di Sydney Pollack (1979)
- L'ultima coppia sposata (The Last Married Couple in America), regia di Gilbert Cates (1980)
- Don Camillo, regia di Terence Hill (1983)
- Un ponte di guai (Volunteers), regia di Nicholas Meyer (1985)
- Una strana coppia di svitati (Josh and S.A.M.), regia di Billy Weber (1993)

### Televisione
- Arrivano le spose (Here Come the Brides) - serie TV, episodio 2x05 (1969)
- L'ombra di Jennifer (Scream, Pretty Peggy) - film TV (1973)
- Karen - serie TV, episodio 1x10 (1975)
- Hawaii squadra cinque zero (Hawaii Five-O) - serie TV, episodio 8x18 (1976)
- Un poliziotto di nome O'Malley (Law and Order) - film TV (1976)
- I leoni della guerra (Raid on Entebbe) - film TV (1976)
- In casa Lawrence (Family) - serie TV, episodio 3x10 (1977)
- L'impareggiabile giudice Franklin (The Tony Randall Show) - serie TV, episodio 2x11 (1977)
- Agenzia Rockford (The Rockford Files) - serie TV, episodi 5x09-5x10 (1978)
- Pattuglia recupero (Salvage 1) - serie TV, episodio 2x04 (1978)
- I giorni del padrino (The Gangster Chronicles) - serie TV, 13 episodi (1980)
- Boomer cane intelligente (Here's Boomer) - serie TV, episodio 2x06 (1981)
- Quincy (Quincy, M.E.) - serie TV, episodio 7x13 (1982)
- M*A*S*H - serie TV, 12 episodi (1973-1983)
- I magnifici sei (The Four Seasons) - serie TV, 13 episodi (1984)
- Hardcastle e McCormick (Hardcastle and McCormick) - serie TV, episodio 3x06 (1985)
- Una decisione difficile (A Fighting Choice), regia di Ferdinand Fairfax – film TV (1986)
- Ohara - serie TV, episodio 2x06 (1987)
- Matlock - serie TV, episodio 1x13-4x07 (1987-1989)
- Avvocati a Los Angeles (L.A. Law) - serie TV, episodio 3x08 (1989)
- Delitto al Central Park (The Preppie Murder) - film TV (1989)
- Hunter - serie TV, episodio 6x15 (1990)
- Oltre il ponte (Brooklyn Bridge) - serie TV, episodi 1x07-1x08-2x02 (1991-1992)
- L'ispettore Tibbs (In the Heat of the Night) - serie TV, episodi 6x05-7x11 (1992-1993)
- Law & Order - I due volti della giustizia (Law & Order) - serie TV, episodio 3x18 (1993)
- L.A. Doctors - serie TV, episodio 1x03 (1998)
- NYPD - New York Police Department (NYPD Blue) - serie TV, episodio 6x17 (1999)
- Giudice Amy (Judging Amy) - serie TV, episodi 1x04-1x07-1x11 (1999)
- Curb Your Enthusiasm - serie TV, episodio 1x10 (2000)